# جام قهرمانی فوتبال ایران ۱۳۴۲
جام قهرمانی فوتبال ایران ۱۳۴۲ ششمین دوره جام قهرمانی فوتبال ایران که توسط فدراسیون فوتبال ایران برگزار شد. و با قهرمانی شاهین اصفهان و نایب قهرمانی تیم فوتبال منتخب تهران به پایان رسید.

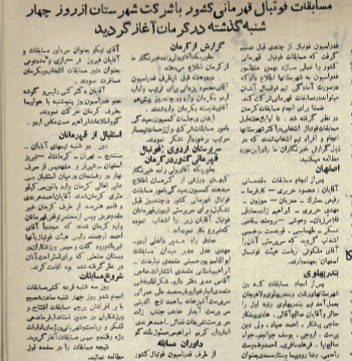
آغاز جام قهرمانی فوتبال ایران توسط فدراسیون فوتبال ایران در سال ۱۳۳۵، کیهان ورزشی ۱۳۳۵

برای اولین بار یک دوره مسابقات ورزشی به صورت المپیک در رشته‌های مختلف با میزبانی تهران برگزار گردید که در رشته ورزشی فوتبال شاهین اصفهان قهرمان شد..